# 杨正根
杨正根（1965年10月—），男，汉族，江西广丰人，中华人民共和国政治人物。1992年7月加入中国共产党，1988年7月参加工作，中国人民大学法学院刑法专业，研究生学历，法学博士，一级高级法官，二级大检察官。现任广西壮族自治区人民检察院党组书记、检察长。

## 生平
1986年7月毕业于江西师范大学外语系英语专业本科。1988年7月毕业于中国人民大学法学院刑法专业，研究生学历，法学硕士学位。研究生毕业后在广东省高级人民法院工作，历任书记员、副科级助理审判员。1994年9月至1997年7月在中国人民大学法学院刑法专业博士研究生学习。毕业后历任广东省清远市司法局党组成员、局长助理、助理调研员，司法局副局长、党组成员。2001年3月，任中共广东省委统战部副部长。2008年10月，任广东省社会主义学院党组副书记、常务副院长、
2010年10月，进京任职，历任国家民委监督检查司司长、法规司司长。2016年，回到广东，任第九届、第十届广东省政协常委，第十届广东省政协港澳台委员会副主任，广东省民族宗教委党组副书记、副主任（保留正厅级）。2018年5月，任广东省高级人民法院副院长、党组成员，第十二届广东省政协民族宗教委员会副主任。2021年7月，任广州铁路运输中级法院院长、审判委员会委员、审判员。2021年11月，任广东省广州市中级人民法院副院长、代理院长（次年1月正式当选为院长），审判委员会委员、审判员。
2024年10月，任广西壮族自治区人民检察院党组书记、副检察长、代理检察长。次年1月，当选广西壮族自治区人民检察院检察长，跻身省部级领导行列。
是广西壮族自治区第十四届人民代表大会代表。